# Прапор Роздільної
Пра́пор Роздільної — офіційний символ Роздільної Одеської області, затверджений 11 липня 2013 року рішенням № 1133-VI сесії Роздільнянської міської ради.

## Опис
Прямокутне полотнище зі співвідношенням ширини до довжини 2:3, яке складається з трьох вертикальних смуг — зеленої, жовтої та зеленої (співвідношення їхніх ширин рівне 2:3:2). У центрі жовтої смуги – зелений локомотив із червоними смугами.

## Символіка
Малюнок прапора побудований на основі кольорового вирішення герба і має таку ж символіку.